# Municipalità regionale della contea di La Vallée-du-Richelieu
La municipalità regionale della contea di La Vallée-du-Richelieu è una municipalità regionale di contea del Canada, localizzata nella provincia del Québec, nella regione di Montérégie.
Il suo capoluogo è McMasterville.

## Suddivisioni
City e Town
- Beloeil
- Carignan
- Chambly
- Mont-Saint-Hilaire
- Otterburn Park
- Saint-Basile-le-Grand

Municipalità
- McMasterville
- Saint-Antoine-sur-Richelieu
- Saint-Charles-sur-Richelieu
- Saint-Denis-sur-Richelieu
- Saint-Jean-Baptiste
- Saint-Marc-sur-Richelieu
- Saint-Mathieu-de-Beloeil